# Heidburg (Passhöhe)
Heidburg ist eine Passhöhe auf etwa 525 m ü. NHN im Mittleren Schwarzwald zwischen Mühlenbach in einem Seitental des Kinzigtals im Ortenaukreis und Elzach im Tal der Elz im Landkreis Emmendingen.

## Lage und Umgebung
Die Passstraße kreuzt die Kreisgrenze über einen offenen Bergsattel neben dem bewaldeten Rotebühl (590,5 m), dessen Gipfel nur 0,5 km in nordwestlicher Richtung entfernt ist. Etwa 1,7 km nordwestlich liegt die vermutlich namengebende Heidburg (621,7 m ü. NHN), ebenso weit südöstlich der Finsterkapf (690,3 m).

## Tourismus
Auf der Passhöhe gibt es einen Wanderparkplatz, eine Bushaltestelle und ein Café.
Die Passhöhe liegt am Schwarzwald-Querweg Rottweil–Lahr und am Zweitälersteig.